# Cihuri
Cihuri – gmina w Hiszpanii, w prowincji La Rioja, w La Rioja, o powierzchni 9,76 km². W 2011 roku gmina liczyła 229 mieszkańców.